# Atrincheramiento de Iguape
El Atrincheramiento de Iguape se encontraba en Iguape, a unos setenta kilómetros al norte de Cananeia, en la costa del actual estado brasileño de São Paulo.

## Historia
La población de Iguape, establecida por el desertor español teniente Ruy García de Moschera en las primeras décadas del siglo XVI, era habitada por los náufragos y desertores españoles del río de la Plata, aliados a Cosme Fernández, el llamado "licenciatura de Cananeia".
En 1534, a propósito de la masacre de los ochenta integrantes de la entrada de Lobo Pero los Carijós a orillas del río Iguazú, poco después de haber salido de Cananeia (1 de septiembre de 1531), Pero de Góis obligó a los españoles a que entreguen la licenciatura de Cananeia y prestar obediencia al rey de España y al gobernador de Martim Afonso de Sousa, en treinta días, bajo pena de muerte y confiscación de bienes. Moschera respondió que no reconoce la jurisdicción de la Corona portuguesa, una vez que se encontraba en tierras de Castilla, creando, así, un callejón sin salida.
En la inminencia del ataque español, Moschera y el licenciado, apoyados por doscientos arqueros indígenas capturaron un barco corsario francés que, poco antes, aportara en Cananeia en busca de provisiones, apoderándose de sus armas y municiones. A continuación, hicieron cavar una trinchera frente a la población de Iguape, en las faldas del morro actualmente conocido como Collado de la Licenciatura, guarnecendo con cuatro de las piezas de artillería del buque francés. En consecuencia, dispusieron veinte españoles y 150 indígenas emboscados en el manglar de la desembocadura de la barra de Icapara, a la espera de la fuerza portuguesa.
Esta, compuesta por ochenta hombres, al desembarcar, fue recibida por el fuego de la artillería, siendo desbaratada. En la retirada, los sobrevivientes fueron sorprendidos por las fuerzas españolas emboscadas en la desembocadura de la barra, donde los restantes perecieron, siendo gravemente herido el capitán, Pero de Góis, por un tiro de arcabuz. Victoriosos, al día siguiente los españoles se embarcaron en un navío francés y atacaron la villa de San Vicente, la cual saquearon e incendiaron, llevando, incluso, el libro de Tombo, dejándola prácticamente destruida y matando a dos tercios de sus habitantes. Los agresores huyeron, y luego hacia el sur, abandonando Iguape.
Aníbal Barreto (1958) menciona el episodio del saqueo de San Vicente por Moschera, sin embargo, que data de 1537 (op. cit., p. 258).